# Marcel Proust
Valentin Louis Georges Eugène Marcel Proust (franceză maʁsɛl pʁust; n. 10 iulie 1871, Paris, Île-de-France, Franța – d. 18 noiembrie 1922, Paris, Île-de-France, Franța) a fost un romancier, eseist și critic francez, cunoscut mai ales datorită romanului În căutarea timpului pierdut  (în limba franceză À la recherche du temps perdu), operă monumentală de ficțiune a secolului XX, publicată de Gallimard în șapte volume, redactate vreme de mai bine de 14 ani. Această colaborare cu Gallimard nu a fost lipsită de peripeții, autorul a propus volumul editurii, care în epocă purta titulatura de Nouvelle Revue française, dar marele scriitor André Gide a respins manuscrisul, astfel încât autorul a publicat prima parte a romanului pe speze proprii la editura Grasset. Ulterior Gaston Gallimard însuși a cumpărat drepturile de publicare pentru editura pe care o patrona și care deține și azi copy-right-ul operei proustiene.

## Biografie

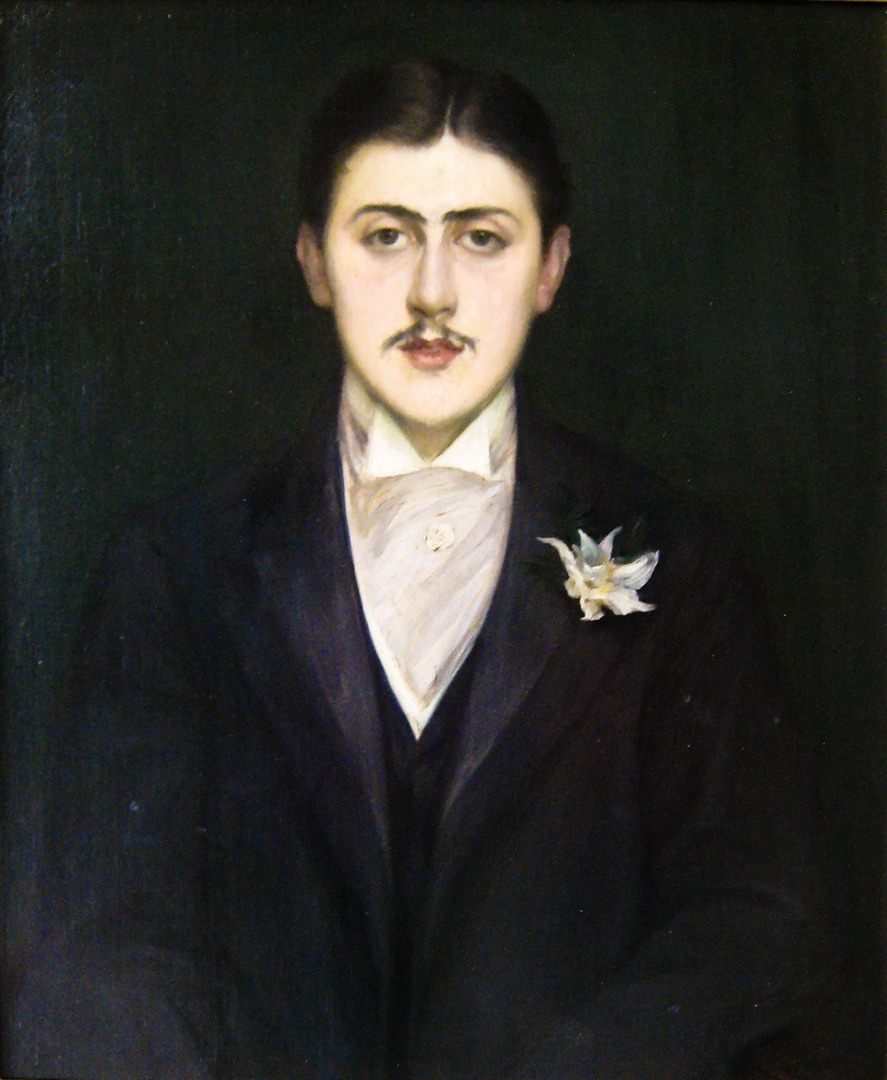
Portretul lui Marcel Proust în 1892 de Jacques-Emile Blanche

Fiul unor burghezi extrem de înstăriți, Proust s-a născut în Auteuil (în partea sudică a Parisului, pe atunci un simplu sat din cel de-al XVI-lea arondisment) în casa unchiului său, fratele mamei sale, exact la două luni după semnarea Tratatului de la Frankfurt ce punea capăt Războiului Franco-Prusac. Nașterea sa s-a produs în contextul social foarte violent al suprimării Comunei din Paris, și corespundea fazei de consolidare a Celei de a Treia Republici franceze. O mare parte din materialul romanului În căutarea timpului pierdut privește aceste schimbări, cu precădere declinul aristocrației și ridicarea burgheziei care s-a produs în Franța exact în această perioadă istorică, ce mai este cunoscută și sub denumirea de fin de siècle. Marcel Proust a fost bisexual.
Tatăl lui, Achille Adrien Proust, era un faimos doctor și epidemiolog, profesor la Facultatea de Medicină, care s-a ocupat de studiul holerei, o boală ce făcea ravagii în Europa și Asia. Fiind autorul a 20 de tratate de medicină, epidemiologie și igienă, precum și a unui număr foarte mare de articole medicale, a fost unul dintre modelele lui Proust. Jeanne Clémence Weil, mama lui Proust și fiica unui evreu foarte bogat și cultivat, poseda o cultură extrem de rafinată. Scrisorile păstrate de la ea demonstrează că avea un foarte dezvoltat simț al umorului, stăpânea de asemenea limba engleză astfel încât să-i transmită fiului abilitatea și dorința de a traduce în limba franceză eseurile lui John Ruskin (conform biografului Jacques Yves Tadié).
La vârsta de doar 9 ani, Proust suferă primul atac serios de astm, motiv pentru care întreaga sa familie îl consideră un copil bolnăvicios. Proust își petrece vacanțele în satul Illiers care a devenit model, alături de unele detalii preluate din casa unchiului său din Autueil, pentru orașul fictiv "Combray", în care au loc majoritatea scenelor din romanul În căutarea timpului pierdut. (Illiers a fost de altfel rebotezat Illiers-Combray cu ocazia  sărbătoririi centenarului nașterii lui Proust).
În ciuda sănătății sale precare, Proust a servit un an (1889-1890) drept soldat în armata franceză, și a staționat la cazarma Coligny din Orléans, timp care i-a oferit o altă locație pentru romanul său. Tânărul Proust a fost un diletant și un monden cu trecere în saloanele aristocratice ale vremii, pe măsură ce renumele său de scriitor s-a consolidat. Reputația sa de snob și de estet l-a împiedicat să găsească un editor pentru primul roman al ciclului "În partea dinspre Swann", printre cei care l-au refuzat numărându-se și André Gide.
Proust era foarte apropiat de mama sa, după cum stau mărturie și răspunsurile sale pe care le-a dat la un chestionar în timpul liceului, chestionar care îi poartă de altfel numele. Pentru a mai scăpa de insistențele tatălui său care-i recomanda să lucreze, Proust a devenit bibliotecar voluntar la Bibliothèque Mazarine în vara anului 1896. După ce și-a luat concediu de odihnă, l-a prelungit până când a fost dat afară, după câțiva ani. Nu a avut niciodată un loc de muncă stabil și nu părăsit niciodată apartamentul părinților săi (conforma aceluiași biograf, Tadié).
Viața lui Proust și cercul familiei sale s-au modificat brusc în primii ani ai secolului XX. În februarie 1903 fratele lui Proust, Robert, s-a căsătorit și a plecat de acasă. Tatăl său a murit în luna septembrie a aceluiași an. În final mama sa avea să moară, spre disperarea totală a fiului ei, în septembrie 1905. Proust a moștenit o sumă uriașă, în banii din zilele noastre aproximativ 6 milioane de dolari americani, un venit lunar de 15,000$. Cu toate astea starea lui de sănătate a continuat să se deterioreze.
Proust și-a petrecut ultimii trei ani de viață închis în celebra sa cameră cu pereții din dopuri de plută, și a lucrat zi și noapte la încheierea romanului său, rămas în ciuda tuturor acestor eforturi, neterminat. 
A murit în 1922 din cauza unei bronșite căpătate în timp ce vizita expoziția pictorului său olandez preferat, Vermeer și este înmormântat în cimitirul Père-Lachaise din Paris.

## Primele scrieri
Proust a scris și a publicat din tinerețe. Pe lângă revistele literare în care publică încă din epoca în care era elev de liceu, La revue vert și La Revue lilas, din 1890-1891, Proust a publicat un articol periodic in ziarul Le Mensuel (Tadié). În 1892 a fondat o revista literară care se numea Le Banquet (titlul francez al celebrului dialog al lui Platon, Banchetul, cunoscut și sub denumirea de Symposium). În anii următori Proust a publicat povestiri și eseuri în extrem de prestigioasa revistă literară La Revue Blanche.
În 1896 apare Les Plaisirs et les Jours, o antologie în care au fost adunate multe dintre aceste opere de tinerețe. Cartea era însoțită de o prefață a unui autor în vogă la acea vreme, și anume Anatole France, de desenele unei Mme. Lemaire, și era atât de dichisită încât atingea prețul dublu față de cel al unei cărți normale. Cu toate acestea critica nu i-a acordat nici un fel de atenție.
În același an Proust a început să lucreze la un roman care a fost publicat abia postum în 1954 și care se numea Jean Santeuil (titlul nu-i aparținea lui Proust ci editorului sau postum). Multe dintre motivele din În căutarea timpului pierdut au fost pentru prima oară schițate aici, mai multe părți din romanul fluviu sunt acum pregătite în Jean Santeuil. Portretul părinților e ceva mai dur în Jean Santeuil în contrast evident cu cel din romanul cel mare unde părinții sunt văzuți în culori mai calde, mai pastelate. Din pricina primirii destul de proaste de care s-a bucurat Les Plaisirs et les Jours, și a unor dificultăți interne de construcție, Proust a abandonat treptat Jean Santeuil în 1897 si s-a oprit complet în 1899.

## Proust și Ruskin

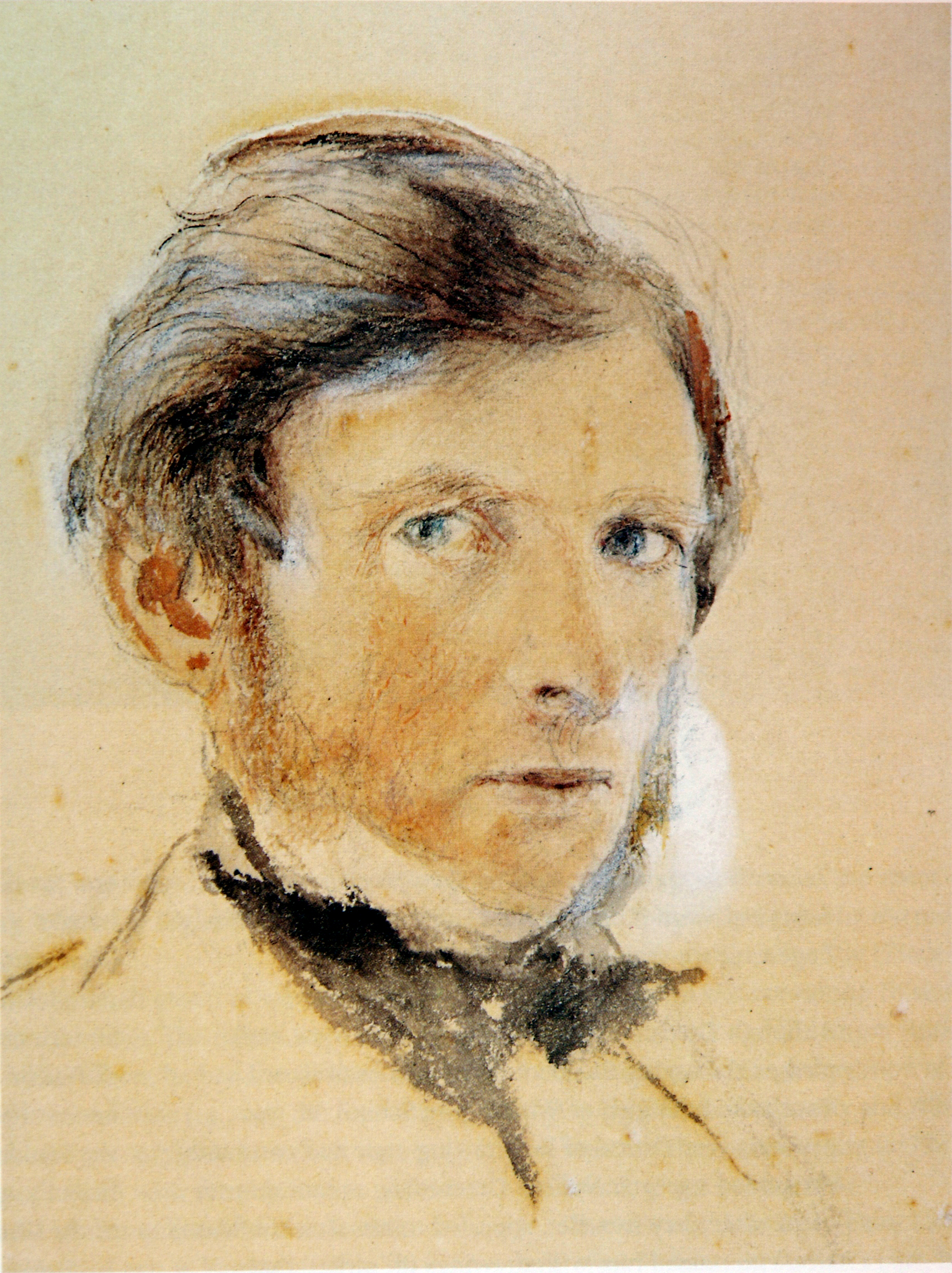
Ruskin

Începând cu 1895 Proust și-a ocupat câțiva ani cu lecturile din Carlyle, Emerson și John Ruskin. În urma acestor lecturi, Proust a început să-și rafineze propriile sale teorii despre artă și rolul artistului în societate. Responsabilitatea ce-i revine artistului este să se confrunte cu aparența naturală, să-i deducă esența și să exprime această esență prin medierea operei de artă. Viziunea lui Ruskin era cea mai importantă pentru nașterea acestei teorii, iar opera lui Ruskin era atât de importantă pentru el încât Proust pretindea că știe pe dinafară câteva cărți ale acestuia, inclusiv  The Seven Lamps of Architecture (Cele șapte lămpi ale arhitecturii), The Bible of Amiens (Biblia din Amiens), și Praeterita (Tadié, p. 350). În ciuda faptului că engleza sa nu era prea grozavă, Proust s-a apucat să traducă în franceză două din operele lui Ruskin.
Planurile lui Proust de a-l traduce pe Ruskin au fost stopate de lipsa sa de cunoaștere a limbii engleze. Traducerile au fost verificate de Proust, apoi de Marie Nordlinger, vara englezoaică a amantului său Reynaldo Hahn, și apoi au fost lustruite din nou de Proust. Când un editor i-a descoperit metoda, Proust a răspuns, "Nu am pretenția că știu engleza, am doar pretenția că il stiu pe Ruskin" (Tadié). Traducerea Bibliei din Amiens a fost publicată în 1904, cu o introducere amplă a lui Proust. Atât traducerea, cât și introducerea au fost amplu comentate; Henri Bergson a caracterizat introducerea lui Proust, drept "o importantă contribuție la studiul psihologiei lui Ruskin" și a lăudat traducerea (Tadié, p. 433). În momentul publicării, Proust lucra la a doua traducere din Ruskin, Sesame and Lilies (Susanul și crinii), pe care a finalizat-o în iunie 1905, cu puțin timp înainte de moartea mamei sale, și a publicat-o în 1906.

## Pastișe și melanjuri
1908 a fost un an extrem de important în dezvoltarea sa scriitoricească. În prima jumătatea a acestui an a scris pastișe după alți scriitori pe care le-a publicat în diverse reviste. Aceste exerciții de imitație a stilului altora l-au ajutat să exorcizeze stilul scriitorilor pe care îi admira. În plus, în primăvara și vara aceluiași an a scris fragmente critice ce au luat forma unui eseu intitulat Contre Sainte-Beuve (în română, „Împotriva lui Sainte-Beuve”).
Proust a început sa construiască un roman din asemenea fragmente disparate, roman la care a lucrat continuu. În linii mari era vorba de o operă literară centrată în jurul unui narator la persoana I, care suferea de insomnie și care în timpul nopții își amintește cum în copilărie o aștepta pe mama sa să intre dimineața în camera sa. Romanul trebuia să se încheie cu o examinare critică a teoriei lui Sainte-Beuve, și apoi cu respingerea ideii că biografia unui artist este unealta principală pe care un critic o utilizează pentru a-i înțelege opera. Astfel iau ființă pe rând în acest șantier al caietelor inițiale părți semnificative din "Combray", "Swann indragostit", fragmente din La umbra fetelor în floare, Sodoma și Gomora și Timpul regăsit. Pentru că nu găsea un editor care să-l publice, Proust s-a îndepărtat foarte mult de proiectul său primar, deși rezultatul final păstra multe motive și elemente din această schiță inițială. În 1910 el lucra deja la În căutarea timpului pierdut.

## În căutarea timpului pierdut

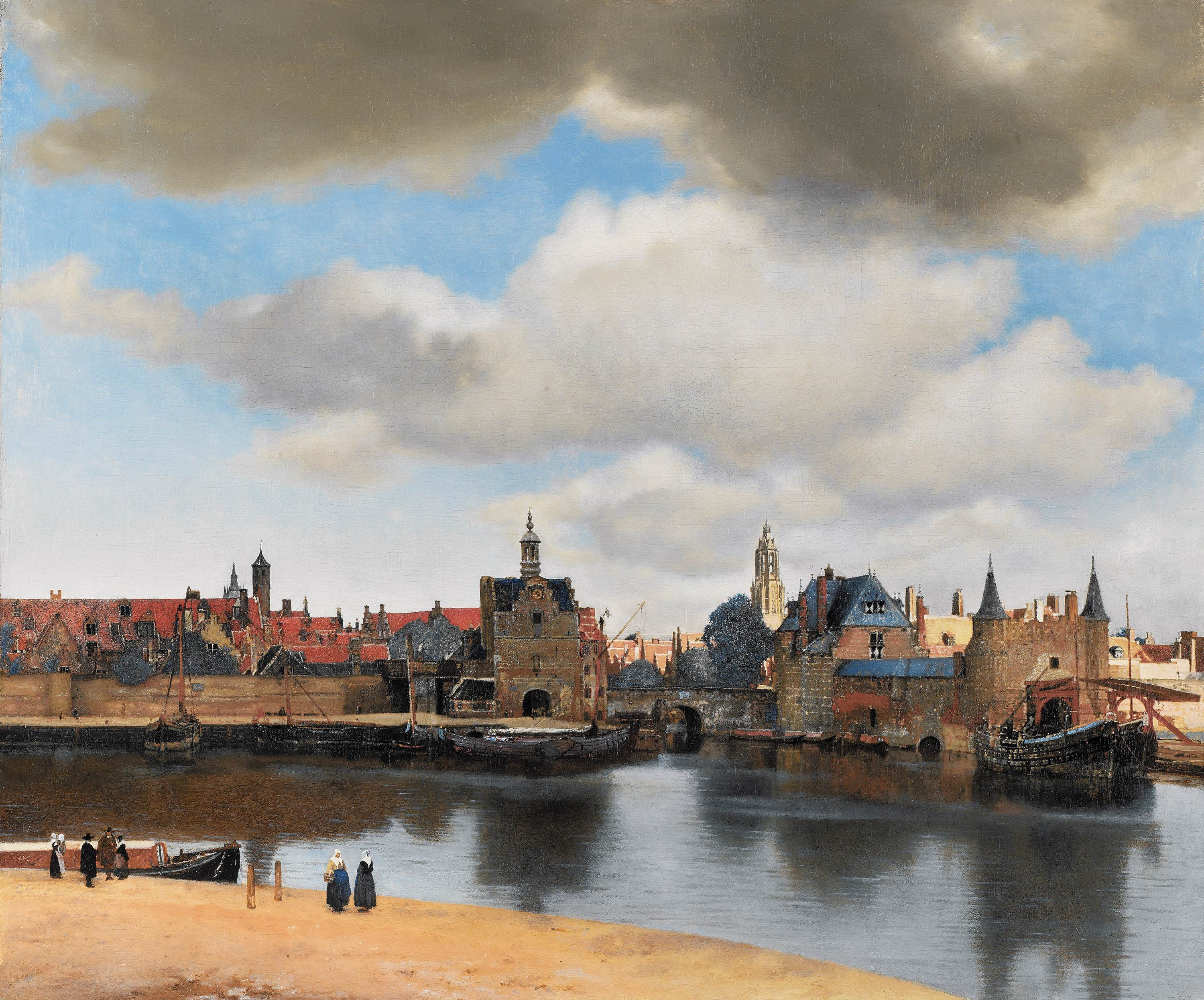
Vermeer: Vedere din Delft

Început în 1909 și terminat doar parțial în anul morții sale, ciclul de romane În căutarea timpului pierdut consistă din șapte volume groase, cu peste 2,000 de personaje. Graham Greene l-a numit pe Proust "cel mai mare romancier al secolului XX", iar William Somerset Maugham a numit romanul lui Proust "cea mai mare ficțiune din toate timpurile până în ziua de azi". Proust a murit înainte de a putea să-și corecteze șpalturile ultimelor trei volume, editate postum de fratele său, Robert.
Viziunea de tip multi-nivel al lui Proust este considerată de critici drept absolut originală.  El a satirizat aristocrația, a fost un analist al dragostei și al geloziei, și un pionier al romanului de introspecție și analiză ale conștiinței. A creat peste 40 de personaje memorabile. Mai presus de toate mesajul cărții sale este afirmarea vieții.
Opera lui Proust a fost influențată masiv, se pare, de romanele lui Lev Tolstoi, în special de  Anna Karenina, de stilul alb al romanelor lui Gustave Flaubert și de teoria despre artă a lui John Ruskin.
Homosexualitatea e o temă importantă a operei sale, dar pătrunde în acestea târziu, abia după moartea mamei sale. Astfel, după Calea spre Guermantes  și în celelalte volume, în special în Sodoma si Gomora, Proust recunoște implicit că era el însuși homosexual. Se presupune că a avut o relație cu pianistul și compozitorul Reynaldo Hahn.

## Structura volumuluiÎn căutarea timpului pierdut
Prima parte, Partea dinspre Swann (1913), publicată inițial pe cheltuiala sa, nu a atras atenția　asupra sa. Cinci ani mai târziu, cea de-a doua parte, La umbra fetelor în floare (1919), a avut un mare succes și a câștigat prestigiosul Premiu Goncourt. Părțile a treia și a patra, Partea spre Guermantes (2 volume, 1920-21) și Sodoma și Gomora (2 volume, 1921-22), au fost de asemenea bine primite.
Ultimele trei părți, lăsate în manuscris la moartea sa, au fost publicate postum: Prizoniera (sau Captiva) (1923), Albertine a dispărut (sau Fugara) (2 volume, 1925) și Timpul regăsit (2 volume, 1927).
Ca fapt divers, se pare că marele scriitor André Gide a refuzat să publice manuscrisul primei părți a romanului, Partea dinspre Swann la editura revistei Nouvelle Revue française deoarece i s-a părut „dezlânat”.

## Proust și teoria lui Bergson

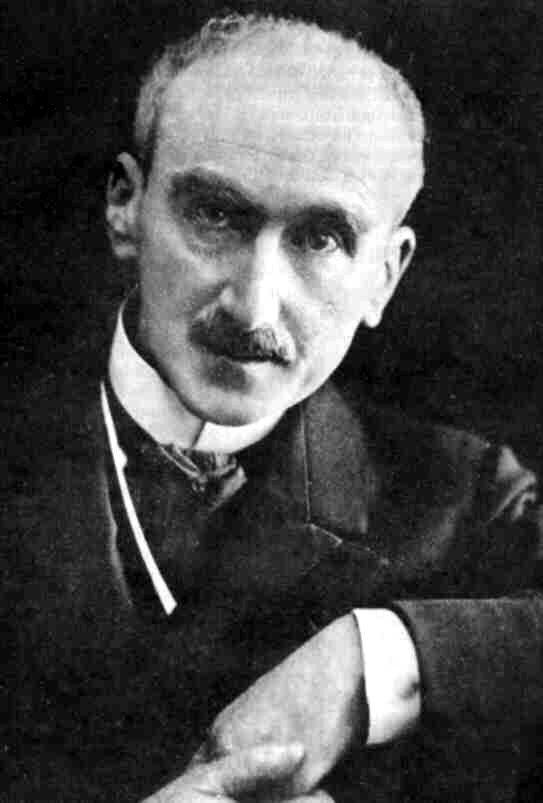
Henri Bergson

Proust a tratat timpul ca fiind atât un element distrugător, cât și un element pozitiv, a cărui esență poate fi descoperită numai de memoria intuitivă. Scurgerea timpului este explicată în lumina teoriilor filosofului francez Henri Bergson, pe care Proust îl admira și cu care se înrudea. Reîntoarcerile în timp erau produse de contactul cu o madlenă, o prăjitură care declanșa un flash-back instantaneu.
Timpul este într-o scurgere constantă, momentele din trecut și din prezent având o realitate egală. Proust a explorat de asemenea culmile psihicului uman, acțiunile subconștientului, și iraționalitatea comportamentului uman, în special în contact cu dragostea.
Opera lui, tradusă în multe limbi, i-a asigurat reputația în lume, și metoda lui de a scrie a avut o puternică influență în literatura secolului XX. Un alt roman de-al său, descoperit și publicat după moartea sa, este Jean Santeuil (3 volume, 1952). 
Traducătorii singurelor variante integrale în limba română ai romanului fluviu al Marcel Proust În căutarea timpului pierdut sunt Radu Cioculescu, Irina Mavrodin și Cristian Fulaș.

## Biografii celebre
- André Maurois, À la recherche de Marcel Proust, Paris, Hachette, 1949
- Claude Mauriac, Proust, Paris, Seuil, coll. „Écrivains de toujours”, 1953
- Jean-Yves Tadié, Marcel Proust. Biographie, Paris, Gallimard, 1996
- Jean-Yves Tadié, Marcel Proust. A Life, New York, Viking, 2000
- George D. Painter, Marcel Proust. A Biography, 2 vol., London, Chatto & Windus, 1959-1965
- George D. Painter, Marcel Proust, 1871-1903: Les années de jeunesse, traduit de l'anglais par G. Cattaui et R. P. Vial, Paris, Mercure de France, 1966
- Georges D. Painter, Marcel Proust, 1904-1922: Les années de maturité, traduit de l'anglais par G. Cattaui et R. P. Vial, Paris, Mercure de France, 1966
- Céleste Albaret, Monsieur Proust, Paris, Robert Laffont, 1973
- Céleste Albaret, Domnul Proust: amintiri consemnate de Georges Belmont, traducere de Adriana Liciu, București, Editura Albatros, 2004
- Martha Bibescu, La bal cu Marcel Proust, Cluj, Editura Dacia, 1976 (reeditare, București, Editura Odeon, 1998)
- William C. Carter, Marcel Proust: A Life, New Haven, Yale University Press, 2000

## Exegeze românești
- Mihail Sebastian, Corespondența lui Marcel Proust, București, Fundația pentru Literatură și Artă „Regele Carol II”, 1939
- Mircea Berindei, Marcel Proust, București, Editura Albatros, 1971
- Irina Eliade, Marcel Proust, București, Editura Enciclopedică Română, 1974
- Mihai Zamfir, Imaginea ascunsă. Structura narativă a romanului proustian, București, Editura Univers, 1976
- Traian Liviu Birăescu, Proust, azi, Timișoara, Editura Facla, 1979
- Florian Bratu, Proust: cunoaștere și discurs, Iași, Editura Junimea, 1997
- Yvonne Goga, Proust în România, Cluj, Editura Dacia, 1998
- Cornelia Ștefănescu, Destinul unei întâlniri: Marcel Proust și românii, București, Editura Elion, 2001
- Laura Guțanu, Receptarea lui Marcel Proust în România: 1920-1944, bibliografie, Biblioteca Centrală Universitară „Mihai Eminescu” Iași, 2003
- Iulian Băicuș, Dublul Narcis. Influența lui Marcel Proust și André Gide asupra prozatorilor români interbelici, Editura Universității din București, 2003
- François Bréda, Marcel Proust et Gabriel Marcel, in: La critique littéraire et dramatique de Gabriel Marcel, Cluj, Les Éditions Grinta, 2003 [nefuncțională]
- Pro și contra Marcel Proust: 1921-2000, antologie și prefață de Viola Vancea, București, Institutul Cultural Român, 2006
- Liviu Leonte, À la recherche du roman moderne: la réception de l’œuvre de Marcel Proust en Roumanie, Iași, Institutul European, 2006
- Iulian Băicuș, Entre chien et loup, Receptarea lui Marcel Proust și Andre Gide în literatura interbelică și contemporană, București, Editura Universității din București, 2011